# Constantin Dăscălescu
Constantin Dăscălescu (Breáza, 1923. július 2. – Bukarest, 2003. május 15.) román kommunista politikus, aki 1982-től a rendszer 1989-es bukásáig Románia 52. miniszterelnöke volt.

## Életútja
Constantin Dăscălescu 1923. július 2-án született a Prahova megyei Breáza városban.
A ploieşti-i pártiskolán, a bukaresti Közgazdasági Akadémián és a moszkvai pártfőiskolán tanult.
A ploieşti pártiskola igazgatója és a Román Munkáspárt Központi Bizottságának póttagja volt (1952–1956). Ezután Ploieşti tartományban (1956–1959), illetve Galati tartományban (1962–1965) szervezési ügyekért felelős párttitkárként tevékenykedett. 1965-ben a Román Kommunista Párt (RKP) Galati megyei szervezetének első titkárává léptették elő; ugyanabban az évben országgyűlési képviselővé is megválasztották.
Dăscălescut 1965-ben választották meg a Román Kommunista Párt Központi Bizottságának tagjává. 1969-ben Ceaușescu felfigyelt rá, amikor Dăscălescu személyes támadást intézett Gheorghe Apostol ellen, aki egyike volt azoknak a veterán politikusoknak, akiket Ceaușescu el akart távolítani a hatalomból. Az 1970-es években a Román Kommunista Párton belül előbb az RKP Szervezési Igazgatóságának vezetője (1974–1976), majd az RKP KB titkára (1976 június – 1978 május) lett. Ezzel párhuzamosan 1972 és 1975 között a Román Szocialista Köztársaság Államtanácsának is tagja volt.
A Ceauşescuval való jó kapcsolata következtében 1978 márciusban az RKP Politikai Végrehajtó Bizottságának tagjává választották.
További tisztségei: a Mezőgazdasági Termelőszövetkezetek Szövetségének elnöke (1976–1978), a Consiliului Organizării economico-sociale Gazdasági-társadalmi Szervezés Tanácsának elnöke (1978–1982), Gazdasági és Társadalmi Fejlődés Legfelsőbb Tanácsának első alelnöke (1982–1989).
1982. május 21-én kinevezték a Román Szocialista Köztársaság kormányának miniszterelnökévé annak az Ilie Verdețnek az utódjaként, akinek nem sikerült megreformálnia a gazdaságot. Dăscălescu miniszterelnökként nem rendelkezett valódi hatalommal. Támogatta Ceauşescu vitatott módszereit az államadósság átszervezésére.
1989. december 20-án Elena Ceaușescu Emil Bobuval együtt Temesvárra küldte, hogy párbeszédet folytassanak a forradalmárokkal. Mivel nem fogadta el a forradalmárok követeléseit, visszatért Bukarestbe, és három napig a Központi Bizottság épületében tartózkodott, ahol a forradalmárok megtalálták.
1989. december 22-én a Román Kommunista Párt székházát elfoglaló forradalmárok kérésére lemondott. Utolsó kormányfői ténykedéseként aláírta az összes politikai fogoly és a kommunistaellenes tüntetések miatt letartóztatottak szabadon bocsátásáról szóló rendeletet.
1990-ben népirtás vádjával a Politikai Végrehajtó Bizottság több tagjával együtt bíróság elé állították. Mivel a bűncselekményre jellemző tényállási elemek nem álltak fenn, a vádat az összes vádlottra nézve rendkívül súlyos emberölésre változtatták. 1991-ben életfogytiglani börtönbüntetésre ítélték. Öt év után súlyos betegségére tekintettel szabadlábra helyezték. Utolsó éveit elfeledettségben töltötte. 

## Kitüntetései
- Emlékérem a Román Népköztársaság kikiáltásának 5. évfordulójára (1952);
- Munka Érdemrend, III. osztály (1954)
- Munka Érdemrend, I. osztály (1971)
- A Román Népköztársaság Csillaga rend, I. osztály (1957)
- A Román Népköztársaság Csillaga rend, IV. osztály (1964)
- Augusztus 23 rend, V. osztály (1959)
- Augusztus 23 rend, II. osztály (1974)
- Emlékérem az RKP alapításának 40. évfordulójára (1961)
- Emlékérem a mezőgazdaság kollektivizálásának befejezése tiszteletére (1962)
- Tudor Vladimirescu-rend, III. osztály (1966)
- Emlékérem a Román Népköztársaság 20. évfordulójára (1968)
- A Románia Szocialista Köztársaság Csillaga rend, III. osztály (1969)
- Mezőgazdasági érdemérem, I. osztály (1974)
- A Szocialista Munka Hőse és a Sarló és Kalapács aranyérem (1974 és 1981)[3]

## Fordítás
Ez a szócikk részben vagy egészben  a   Constantin Dăscălescu című román Wikipédia-szócikk fordításán alapul.  Az eredeti cikk szerkesztőit annak laptörténete sorolja fel. Ez a jelzés csupán a megfogalmazás eredetét és a szerzői jogokat jelzi, nem szolgál a cikkben szereplő információk forrásmegjelöléseként.